# Théâtre national tunisien
Pour les autres articles nationaux ou selon les autres juridictions, voir Théâtre national.
Le Théâtre national tunisien (arabe : المسرح الوطني التونسي) ou TNT est une entreprise publique tunisienne à caractère culturel. Autonome financièrement, le théâtre est créé par la loi no 113 du 30 décembre 1983 relative aux actes 73-74 de la loi des finances de 1983 et répond aux mêmes règles que les établissements publics à caractère non administratif.

## Siège social
Le ministère de la Culture décide, en 1988, que le siège social du Théâtre national serait dorénavant situé dans le palais Khaznadar, dans le quartier tunisois de Halfaouine, près de Bab Souika. Le monument est alors renommé « palais du théâtre » (قصر المسرح).
Bâti au milieu du XIXe siècle par le grand vizir Mustapha Khaznadar, le monument sert d'école primaire de 1903 à 1986.

## Infrastructures
Avec Mohamed Driss, nommé à la tête du théâtre en 1988, commence une politique acharnée de rénovations et de restauration des espaces culturels du Théâtre national. Parmi les espaces rénovés figurent :
- le studio Habiba-Msika pour les exercices corporels et la danse ;
- le studio Aly-Ben Ayed pour les répétitions et la formation ;
- l'atelier des costumes ;
- l'atelier de menuiserie.

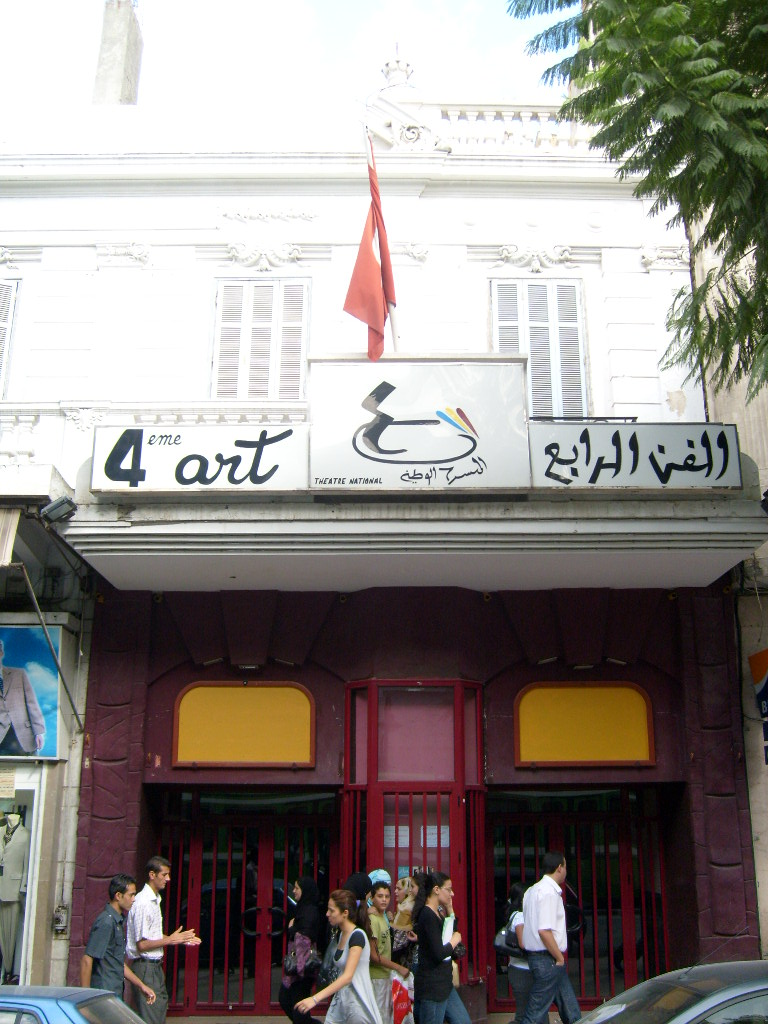
Salle Quatrième art sur l'avenue de Paris.

Par ailleurs, l'ancienne salle de cinéma Le Paris, mise à disposition du Théâtre national par le nouveau président Zine el-Abidine Ben Ali, est rénovée en salle de théâtre. Depuis, la salle, rebaptisée Quatrième art (الفن الرابع), a été équipé d'infrastructures techniques plus modernes. Parmi les améliorations effectuées figurent :
- le ravalement de la façade de la salle ;
- l'aménagement des halls ;
- la climatisation de la salle ;
- le capitonnage des chaises ;
- l'aménagement du studio Rached-Manai.

Ces aménagements ont permis l'ouverture au public de la salle en octobre 1993. Ses spectacles alternent aujourd'hui entre cycles de représentations théâtrales du TNT et spectacles de ballet, de cirque et de chant. La salle peut accueillir 350 personnes. Elle abrite chaque saison culturelle (du 1er octobre au 30 juin) plus de 80 représentations théâtrales. À cela s'ajoute la salle des répétitions construite au « palais du théâtre » de Halfaouine ouverte en mars 1993.
Des travaux pour une communication entre la salle Quatrième art et l'étage supérieur, abritant l'espace d'entracte, sont à l'état d'études.

## Direction
Cinq directeurs se sont succédé à la tête de l'institution :
- 1983-1988 : Moncef Souissi[6]
- 1988-2012 : Mohamed Driss[1]
- 2012-2014 : Anouar Chaâfi[7]
- 2014-2023 : Fadhel Jaïbi[8]
- depuis 2023 : Moez Mrabet[9]